# نهر الرون
نهر الرُّون (بالفرنسية: Rhône)‏ أو ردانس أو وادي رذونة أو نهر رودنو (باللاتينية: Rhodanus) هو واحد من الأنهار الرئيسية في أوروبا، وينبع من سويسرا ويصب في جنوب شرق فرنسا بطول إجمالي 812 كم، وقرب مصبه في البحر الأبيض المتوسط يتفرع إلى فرعين: الفرع الأول ويعرف بالرون العظيم (بالفرنسية: Grand Rhône)‏، والفرع الثاني يعرف بالرون الصغير (بالفرنسية: Petit Rhône)‏، فهو بذلك يكون دلتا نتيجة تفرع النهر في منطقة  كامارج.

## جغرافيا
ومستجمعات المياه من نهر الرون تقدر بحوالي 90000 - 97800 كم² في فرنسا، وفي سويسرا 7800 كم². وهذا يمثل 24.5 ٪ من مساحة سويسرا، و 16.5 ٪ من مساحة فرنسا. في سويسرا، نهر الرون في الترتيب الثاني في حجم مستجمعات المياه، وذلك بعد نهر الراين.

## تاريخ
كان الرون طريق سريع مهم منذ زمن الإغريق والرومان. وكان طريق تجاري رئيسي من البحر المتوسط إلى شرق ووسط فرنسا. وعلى هذا النحو، ساعد امتداد نهر الرون لداخل فرنسا على نقل التأثيرات الثقافية اليونانية والثقافات اللاتينية إلى القبائل التي تعيش في فرنسا.

## ملاحة

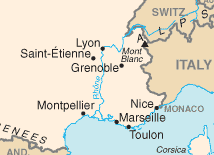
نهر الرون

قبل اختراع السكك الحديدية وإنشاء الطرق السريعة، كان لنهر الرون أهمية ملاحية كبيرة في التجارة - خصوصاً التجارة الداخلية - والنقل، فهو يربط مدن عديدة ليصلها بالبحر المتوسط، ومن أهم تلك المدن:
- آرل.
- افينيون.
- فالينس.
- ليون.

وتتصل تلك المدن بموانئ البحر الأبيض المتوسط مثل: فوس، مرسيليا، وسيت. والسفر عبر نهر الرون بالبارجة سيستغرق ثلاثة أسابيع دون توقف أو انقطاع، أما السفر عن طريق السفينة المزودة بمحركات فيستغرق السفر من المنبع إلى المصب ثلاثة أيام فقط. ويتفرع من الرون عدة قنوات صناعية تصل بالمدن الداخلية الأخرى وتربطها بموانئ البحر المتوسط.
واشتهر الرون بأنه نهر يحمل كميات كبيرة من المياه، فسرعته الحالية تصل إلى 10 كم / ساعة (6 ميل / الساعة).

## مدن تطل على النهر
هناك العديد من المدن تطل على النهر في سويسرا (دولة المنبع)، وفرنسا (دولة المصب):

### سويسرا

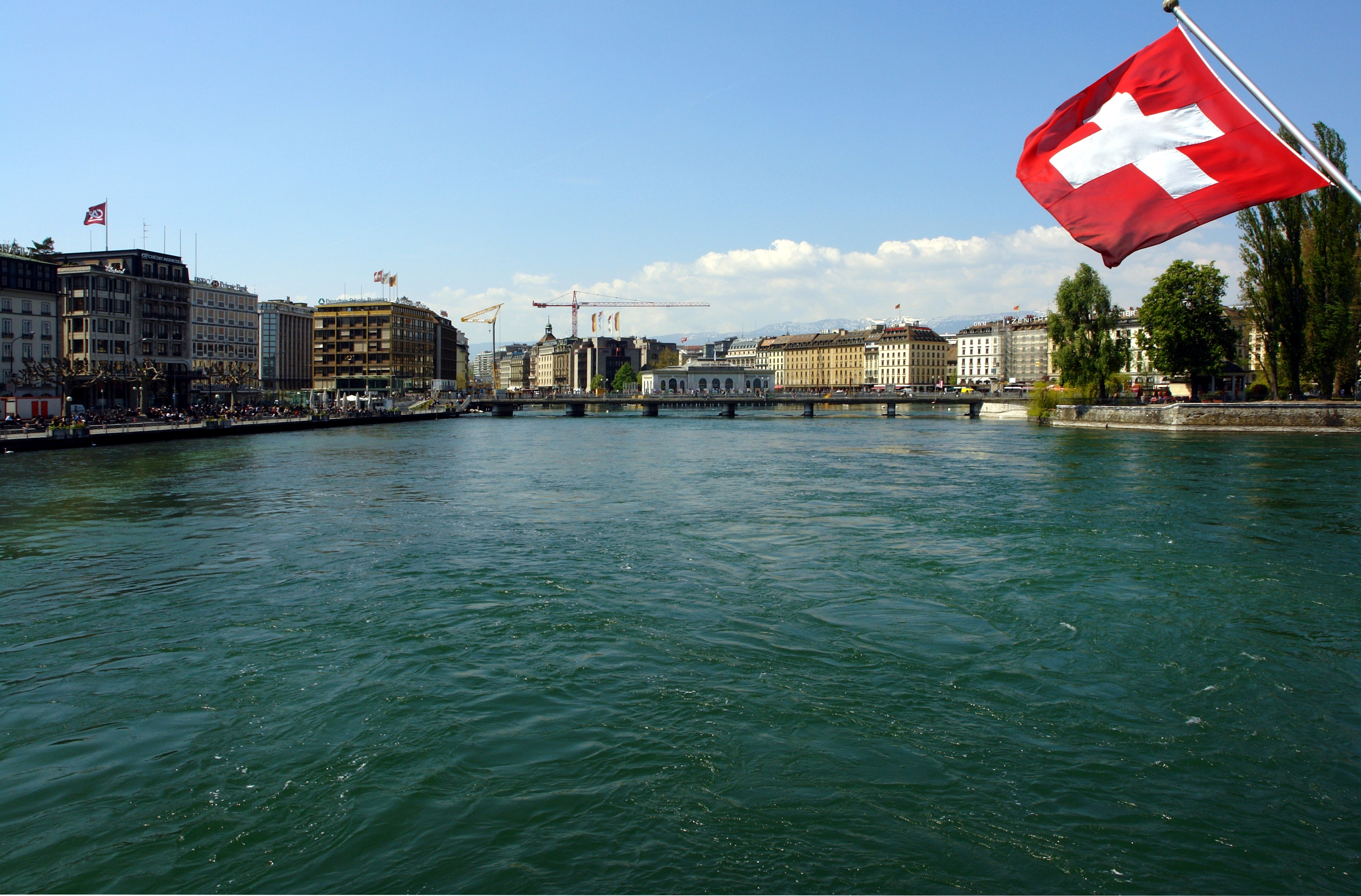
نهر الرون يمر من خلال جنيف، سويسرا

- أوبروالد.
- بريج.
- فيسب.
- ليك.
- سيري
- سيون.
- مارتيني.
- سانت موريس.
- جنيف.

### فرنسا

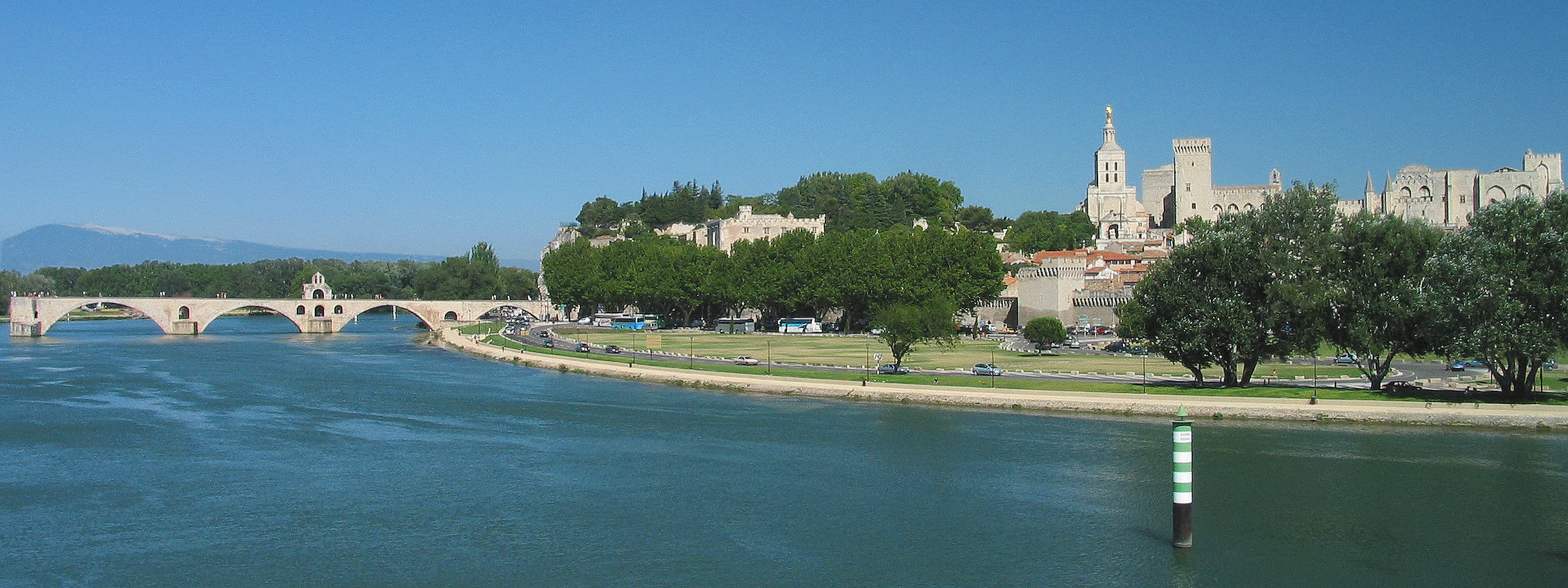
الرون في افينيون، فرنسا

- ليون.
- فيين.
- تورنو سور رون.
- فالينس.
- سان بور - أنديول.

بونت لسان إسبري.
- روكومير.
- افينيون.
- بوكير.
- آرل.

## اقرأ أيضا
- كامارج